# Lichenopora nevianii
Lichenopora nevianii är en mossdjursart som beskrevs av John Borg 1944. Lichenopora nevianii ingår i släktet Lichenopora och familjen Lichenoporidae. Inga underarter finns listade i Catalogue of Life.